# マンガン欠乏症 (植物)
マンガン欠乏症（まんがんけつぼうしょう、Manganese (Mn) deficiency）とは、植物に起こり得る、植物にとっての必須元素の1種であるマンガンの不足によって発生する生育障害である。

## 原因
マンガン欠乏症が発生しやすい条件には次がある。
- 土壌pHが高い[1]。pHの上昇は炭カルなどカルシウム資材の多投入や窒素（硝酸態）の溶脱・流亡に伴う[2]。
- 砂質の転換畑[2]。典型例は、老朽化水田を畑転換した圃場である[1]。このような圃場では、有効態のマンガンが少なく欠乏しやすい。老朽化水田とは砂質で、地下への水の浸透量が多く、還元状態になりやすい水田である。老朽化水田では作土層の鉄やマンガンの溶脱が進んでいる。
- 火山灰性土壌。地下への水の浸透量が多く、作土層が深いためミネラルが溶脱しやすい。
- 貧しい排水土壌、特に有機質含量が高い場合。
- 鉄欠乏症に伴って起こる。また、症状が似ているため、2つの障害は混同されやすい。

## 症状

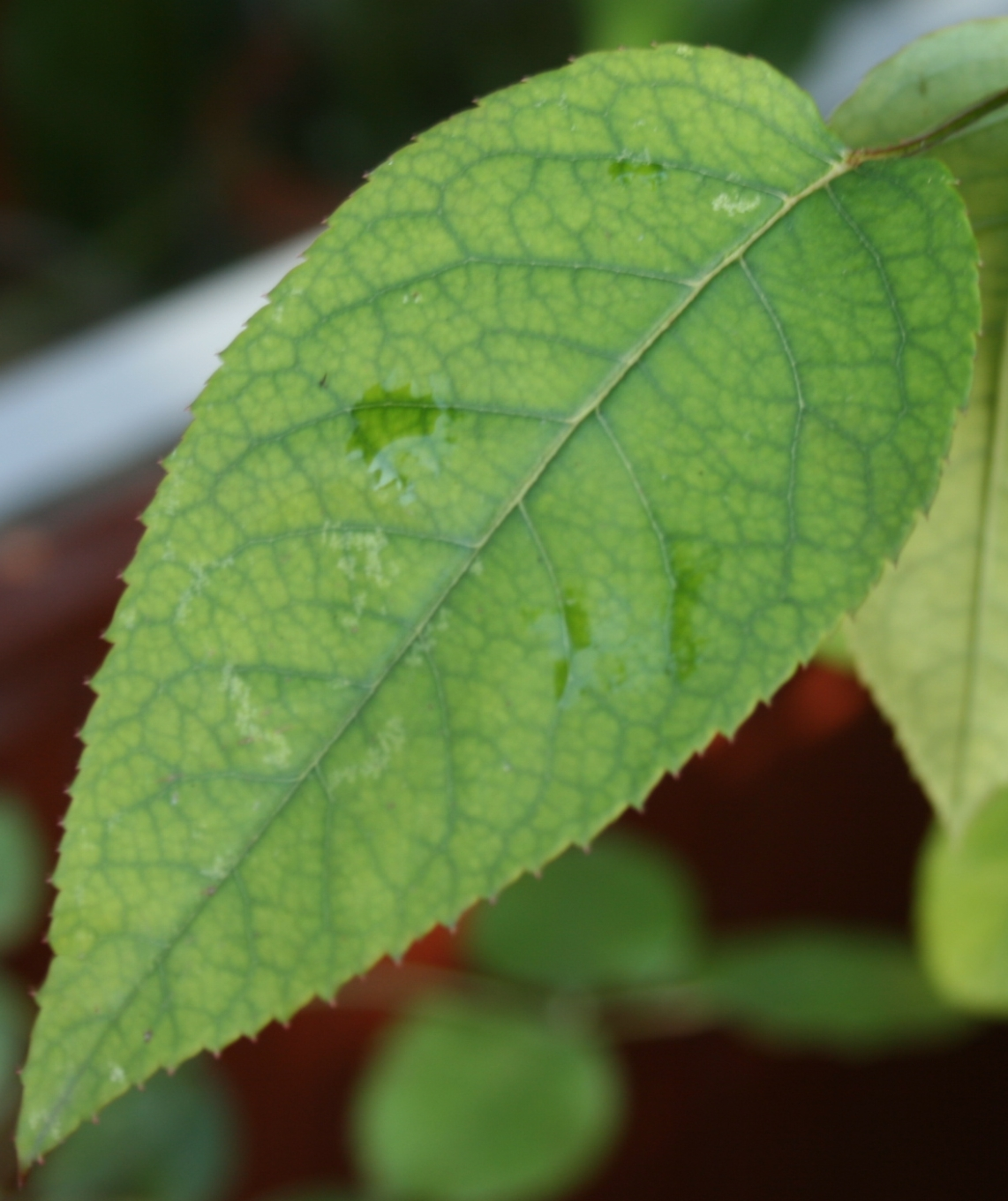
バラにおけるマンガン欠乏症。

症状には葉脈が緑のままの葉の黄化がある。マンガン欠乏症であっても、若い葉には影響は現れないことがあるため、植物は問題なく成長するように見えることがある。葉の表面に茶色の斑点が現れる。障害が深刻な葉は褐色化し、枯死する。野菜類では上位葉に、麦類では下位葉に葉脈間クロロシスや褐色斑点、線状のネクロシスが生じる。
以下の植物はマンガン欠乏への感受性の高い。
- メロン - つるや側枝の中位葉の葉脈間に淡い黄化症状が現れ、やがて上位葉へと進む[3]。葉を陽にかざして裏から見ると、網目状の黄化症状が葉の表よりもより鮮明に観察される。症状が進行するに伴い、葉脈間に斑点状の壊死斑が発生する。これらの症状は一般に新しい葉から発生する。なお、健全葉（葉身）のマンガン濃度はおおむね50〜800ppmで、20ppmより低いと欠乏の恐れが大きい[1]。また、土壌の易還元性マンガンが50ppm以下、交換性マンガンが2ppm以下の場合、メロンに欠乏症が発生しやすい。
- 桃 - 葉脈間がやや退色し、葉脈が鮮明となる。マンガン欠乏葉では、リンとマグネシウムの含有率は正常葉よりやや高くなる[4]。
- イチゴ - 症状は新葉から発現し、葉脈を残して葉面全体が黄化する。なお、イチゴ（とよのか）の健全葉のMn濃度は概ね30〜500ppmである[5]。
- トマト - 上中位葉の葉脈間に網目状の黄化症状が現れる。上位葉ほど淡緑化は著しい。鉄欠乏症状に類似しているが、欠乏症状が進行すると、中位葉の葉脈間の一部に褐色の枯死斑点が生じる。また、マンガン欠乏葉には主脈に沿って隆起が観察される[6]。
- スイカ - 下位葉の葉脈間に黄化症状が現れるが、葉脈は末端まで緑色を保つ[2]。このため、葉脈が網目状に浮き出て、葉全体がまだら状に見える。症状が進行すると黄化した部分は褐色の斑点（壊死斑）に変化する。下位葉から葉脈間が黄化する症状はカリウム欠乏などでも観察されるが、マンガン欠乏では葉脈間が細かく斑点状に黄化する。
- スイートコーン - 生育初期のマンガン欠乏では新葉の葉先が白化し、捻れたまま展開できなくなる。一部の株では2枚重なり合ったまま葉の展開が抑制されることがある。生育中期以降でも同様に上位葉の葉先の白化が見られる。それとともに葉身がごわごわした触感となり、葉身の一部が裂ける。また、葉縁が葉裏へと巻き込む。欠乏が進行すると、中下位葉にはリンの過剰供給により葉中のリン濃度の上昇とカリウム濃度の低下が起き、葉先縁枯れ症状が現れる[7]。
- ブドウ - 果房の下部が着色しない「ツートン」や着色した粒と着色しない粒が混在する「ゴマシオ」の症状が現れる。しかし欧州系ブドウ（V.vinifera.L)やアジア野生種(V.amurensis等)では報告されておらず米国系ブドウ(V.labrusca.L)特有の症状とされ、特にデラウェアで発生しやすい[8]。

このほか、タマネギ、リンゴ、エンドウ、サヤインゲン、サクランボ、ラズベリーなどがある。